# The American Philatelist

Обложка журнала «The American Philatelist» с публикацией о российской теннисной филателии (№ 7, 1996)

«The American Philatelist» («Америка́нский филатели́ст») — один из старейших в мире филателистических журналов, издающихся до сих пор. Является печатным органом Американского филателистического общества. Первый номер журнала вышел 10 января 1887 года. Является крупнейшим в мире периодическим изданием по филателии.

## Описание
Журнал издаётся ежемесячно для членов Американского филателистического общества. Выглядит он как обычный блестящий красочный журнал. Каждый номер, как правило, насчитывает около 100 страниц. Будучи печатным органом общества, журнал ежемесячно содержит такие рубрики, как новости и деятельность общества, колонка президента общества и т. п. Основное содержание журнала включает 5—10 статей на связанные с филателией темы — от такой узкоспециальной тематики, как «Надпечатки Аккры на марках Золотого Берега», до фиктивных марок и конвертов, которые использовались в качестве реквизита на съёмках художественных фильмов.
Среди других регулярных рубрик — «The Glassine Surfer» — колонка, освещающая онлайновые ресурсы для коллекционеров, обзоры книжных новинок и новые выпуски марок США.
Журнал печатает также рекламу и частные объявления.